# Elimaea klinghardti
Elimaea klinghardti är en insektsart som beskrevs av Krauss 1903. Elimaea klinghardti ingår i släktet Elimaea och familjen vårtbitare. Inga underarter finns listade i Catalogue of Life.